# Draaginsigne Veteranen

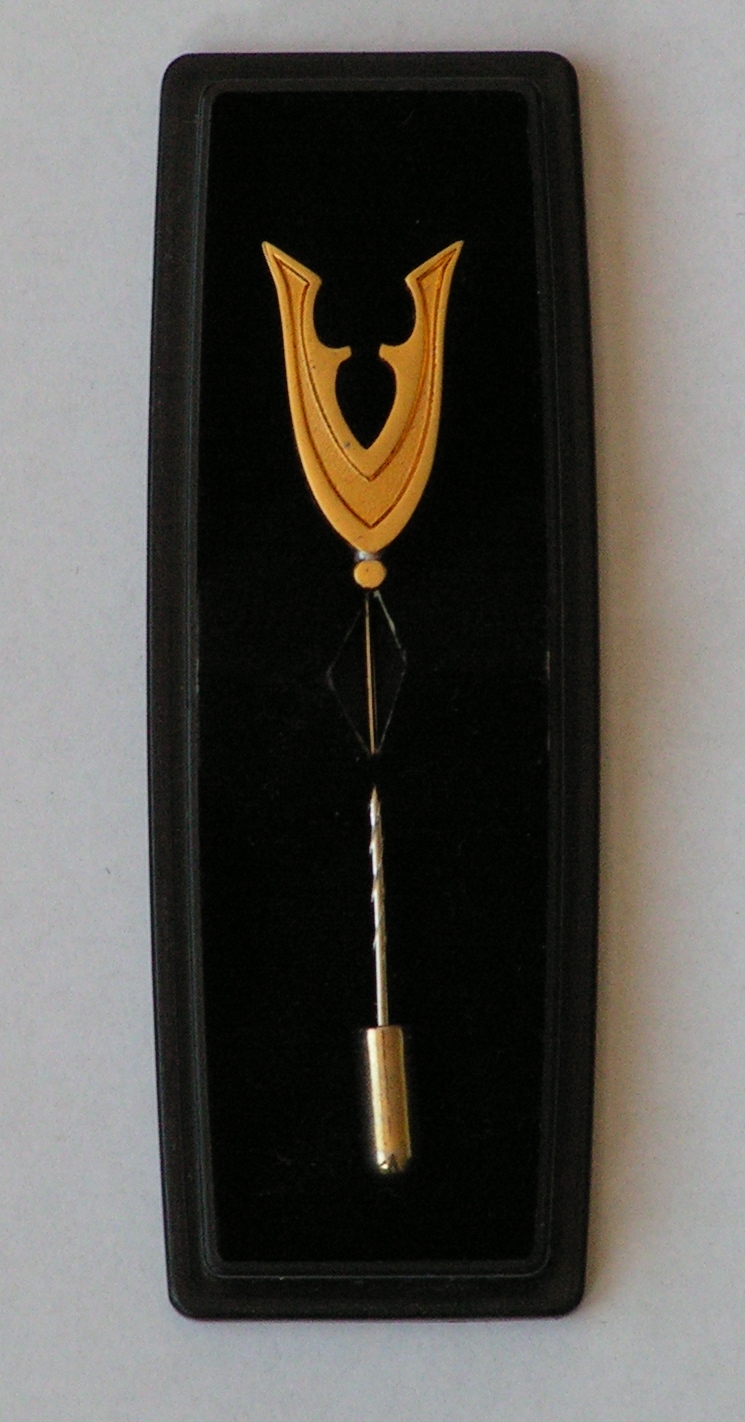
Draaginsigne Veteranen

Het Draaginsigne Veteranen is een insigne dat "de waardering vanuit de samenleving voor hetgeen een veteraan als militair heeft verricht of heeft moeten ondergaan tot uitdrukking brengt". Het 14 millimeter brede en 23 millimeter lange insigne kreeg de vorm van een gestileerde verguld metalen zwaardschede die tevens de letter V vormt. Aan het insigne is geen lint of baton verbonden.

## Geschiedenis
Anders dan in veel andere landen hebben de veteranen in Nederland lange tijd weinig erkenning gekregen. Dat veranderde aan het einde van de 20e eeuw. Behalve de veteranen van de Tweede Wereldoorlog, de Politionele acties in Nederlands Indië, de Koreaanse Oorlog en de gevechten in Nederlands Nieuw Guinea waren er steeds meer veteranen van militair optreden vanwege de Verenigde Naties en West-Europese Unie.
Het Draaginsigne Veteranen werd op 20 januari 2003 ingesteld in het Instellingsbesluit draaginsigne veteranen dat in het Handboek Onderscheidingen van het Ministerie van Defensie is opgenomen. De bepalingen in het besluit werden met terugwerkende kracht vastgesteld. 
Een draaginsigne, er is ook een Draaginsigne Gewonden en een Zilveren Roos is geen officiële militaire onderscheiding. Toch wordt het insigne, bestemd om alleen op de linker revers van jas of blazer of een dienovereenkomstige plaats op burgerkleding te worden gedragen, in een besluit van de Hoofddirectie Personeel Sectie Onderscheidingen van het Ministerie van Defensie genoemd. Het onbevoegd dragen van het insigne is niet strafbaar gesteld.
Iedere Nederlandse veteraan, daaronder worden in het besluit "gewezen militairen" die hebben gediend in "oorlogsomstandigheden of daarmee overeenkomende situaties" maar ook het gemilitariseerde vaarplichtige koopvaardijpersoneel verstaan, mag zich met het Draaginsigne Veteranen "herkenbaar maken". Het insigne is bedoeld als een vorm van maatschappelijke erkenning én om de onderlinge band tussen veteranen te verstevigen. Veteranen dragen daarom het draaginsigne, terwijl een ander symbool de witte anjer primair bedoeld is voor de burgerbevolking.
Iedere veteraan die een veteranenpas aanvraagt, krijgt automatisch een Draaginsigne Veteranen toegestuurd. Het draaginsigne staat symbool voor de waardering voor het risicovolle werk dat veteranen in het verleden als militair in naam van de samenleving hebben verricht. Het Draaginsigne Veteranen is een ontwerp van Piet Bultsma. De gestileerde zwaardschede heeft een opvallende V-vorm die symbool staat voor de begrippen veteraan, vrede en veiligheid.

## Besluit Draaginsigne Veteranen
Inwerkingtr. datum 20-01-03
DGPM P/2003000849
- Artikel 1 1. Ingesteld wordt het Draaginsigne Veteranen.

2. Het draaginsigne veteranen heeft de vorm van een gestileerde zwaardschede die tevens de letter V vormt, overeenkomstig de bij dit artikel behorende afbeelding. Het insigne is vervaardigd van verguld metaal, breed 14 mm en lang 23 mm.
- Artikel 2 Het draaginsigne veteranen wordt verstrekt aan de veteraan die in het bezit is van een veteranenpas en die als zodanig staat ingeschreven bij het Veteranen Instituut.
- Artikel 3 Het draaginsigne veteranen is bestemd om alleen te worden gedragen op burgerkleding op de linker revers of een dienovereenkomstige plaats.
- Artikel 4 Dit besluit treedt in werking met ingang van de tweede dag na de dagtekening van de Staatscourant waarin het wordt geplaatst en werkt terug tot en met 20 januari 2003.
- Artikel 5 Dit besluit wordt aangehaald als: Instellingsbesluit draaginsigne veteranen.
- Toelichting

Defensie heeft in haar veteranenbeleid gekozen voor het bevorderen van de maatschappelijke waardering en (h)erkenning van de veteraan. Het onderhavige besluit strekt er toe de voorgestane maatschappelijke waardering en erkenning van veteranen op symbolische wijze tastbaar te maken in de vorm van een draaginsigne veteranen dat hierbij wordt ingesteld. Het draaginsigne veteranen kan bijdragen aan herkenning en verbondenheid tussen veteranen onderling. Het draaginsigne heeft de vorm van een gestileerde zwaardschede die tevens de letter V van veteraan vormt. Deze V staat ook voor vrede en veiligheid, symbolisch voor de door de veteranen uitgevoerde operaties en voor verbondenheid tussen de veteranen. Onder veteraan wordt in dit verband verstaan: de gewezen militair die het Koninkrijk der Nederlanden heeft gediend in oorlogsomstandigheden of daarmee overeenkomende situaties, inbegrepen internationale vredesmissies binnen en buiten het verband van de Verenigde Naties, alsmede personeel van voormalige gouvernementele krijgsmachten dat onder oorlogsomstandigheden of in internationale vredesmissies heeft gediend en het gemilitariseerde vaarplichtige koopvaardijpersoneel uit de Tweede Wereldoorlog. Aangezien de eerste draaginsignes op 20 januari 2003 zijn uitgereikt, is aan dit besluit terugwerkende kracht gegeven tot en met die datum.